# ماكوتو كوباياشي (لاعب كرة قدم مواليد 1990)
ماكوتو كوباياشي (باليابانية: 小林 誠) (مواليد 12 يوليو 1990)، هو لاعب كرة قدم سابق كان يلعب كمدافع.

## وصلات خارجية
- ماكوتو كوباياشي على موقع رابطة كرة القدم اليابانية للمحترفين (اليابانية)
- ماكوتو كوباياشي على موقع Soccerway.com (الإنجليزية)
- ماكوتو كوباياشي على موقع عالم كرة القدم.نت (الإنجليزية)